# سلة السوق

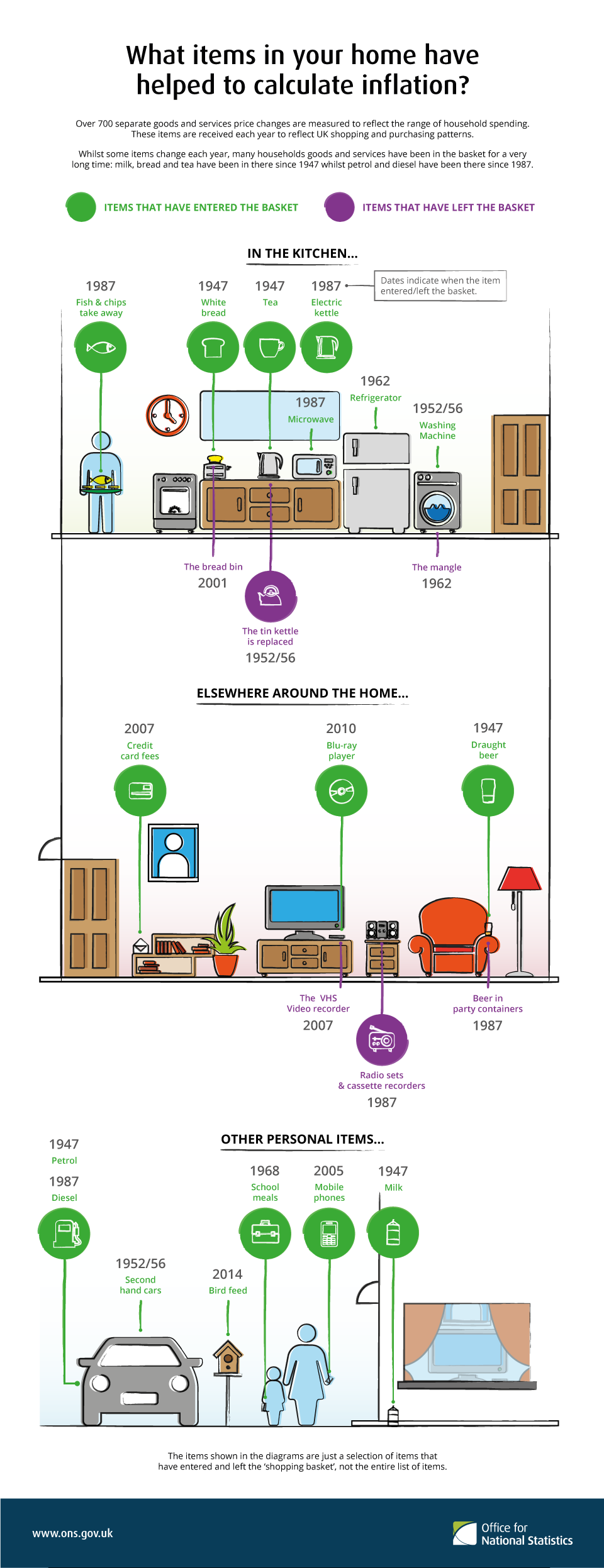
ما هي مكونات سلة السلع؟

سلة سلع أو سلة السوق هي قائمة ثابتة من العناصر، بنسب معينة. يكون استخدامها الأكثر شيوعًا هو تتبع تقدم التضخم في اقتصاد أو سوق محدد. وهذا يعني قياس التغيرات في قيمة المال بمرور الوقت. كما يتم استخدام سلة السلع مع نظرية تعادل القدرة الشراء لقياس قيمة المال في أماكن مختلفة.

## سلة المستهلك
النوع الأكثر شيوعًا من سلة السوق هو سلة السلع الاستهلاكية المُستخدمة لتحديد مؤشر أسعار المستهلك (CPI)، والتي غالبًا ما تسمى سلة المستهلك. وهي عينة من السلع والخدمات المعروضة في سوق المستهلك.
في الولايات المتحدة ، يتم تحديد العينة من خلال مسح الإنفاق الاستهلاكي التي يجريها مكتب إحصاءات العمل.  يتم جمع الأسعار من قبل جامعي البيانات على أساس شهري، ويتم معالجتها بشكل أكبر من قبل المتخصصين في السلع الأساسية. 

## سلة غذائية
يمكن أن تشير سلة الغذاء إلى أي سلة سوق من المنتجات الغذائية،   ولكن غالبًا ما يتم استخدامها عندما يكون من المتوقع أن تلبي المنتجات الاحتياجات الغذائية الأساسية.   ويُستخدم مصطلح سلة الغذاء الأساسية أيضًا للإشارة إلى الأخير. 

## مشاكل
عند قياس التضخم أو تعادل القوة الشرائية ، هناك صعوبات في اختيار السلع المشتركة في كل من مكاني القياس في نفس الوقت (بالنسبة للتضخم) أو المكان (بالنسبة لتعادل القوة الشرائية).
عند قياس التضخم، يجب علينا العثور على السلع الموجودة في نقاط زمنية مختلفة، ومن الناحية المثالية، يكون لها فائدة مماثلة للمستهلكين في تلك الأوقات. وهذا صعب. على سبيل المثال، قد تكون السيارات من المشتريات الشائعة اليوم، ولكنها لم تكن موجودة في عام 1900م، عندما كانت الخيول تستخدم في النقل. لذا، على الرغم من أهمية النقل، فإن وضع السيارة في السلة يعد مشكلة. توجد هذه المشكلة على مدى فترات زمنية قصيرة، لأن مفهوم "السيارة" يتغير مع مرور الوقت. إن سيارات اليوم تدوم لفترة أطول وتسير بشكل أسرع من سيارات الماضي. عادة ما يدرج الباحثون الذين يقيسون التضخم "النقل" في سلة المشتريات الخاصة بهم، لأنه من المشتريات الاستهلاكية المهمة، ولكن يتعين عليهم أن يأخذوا في الاعتبار هذه الاختلافات في النقل بوسائل أخرى.